# Tambja
Tambja Burn, 1962 è un genere di molluschi nudibranchi della famiglia Polyceridae.

## Tassonomia
Il genere comprende le seguenti specie:
- Tambja abdere Farmer, 1978
- Tambja affinis (Eliot, 1904)
- Tambja anayana Ortea, 1989
- Tambja blacki Pola, Cervera & Gosliner, 2006
- Tambja brasiliensis Pola, Padula, Gosliner & Cervera, 2014
- Tambja caeruleocirrus Willan & Y.-W. Chang, 2017
- Tambja capensis (Bergh, 1907)
- Tambja ceutae Garcia-Gomez & Ortea, 1988
- Tambja crioula Pola, Padula, Gosliner & Cervera, 2014
- Tambja dracomus Willan & Y.-W. Chang, 2017
- Tambja eliora (Er. Marcus & Ev. Marcus, 1967)
- Tambja fantasmalis Ortea & García-Gómez, 1986
- Tambja gabrielae Pola, Cervera & Gosliner, 2005
- Tambja gratiosa (Bergh, 1890)
- Tambja haidari Pola, Cervera & Gosliner, 2006
- Tambja kava Pola, Padula, Gosliner & Cervera, 2014
- Tambja marbellensis Schick & Cervera, 1998
- Tambja morosa (Bergh, 1877)
- Tambja mullineri Farmer, 1978
- Tambja olivaria Yonow, 1994
- Tambja pulcherrima Willan & Y.-W. Chang, 2017
- Tambja sagamiana (Baba, 1955)
- Tambja simplex Ortea & Moro, 1998
- Tambja stegosauriformis Pola, Cervera & Gosliner, 2005
- Tambja tenuilineata Miller & Haagh, 2005
- Tambja verconis (Basedow & Hedley, 1905)
- Tambja victoriae Pola, Cervera & Gosliner, 2005
- Tambja zulu Pola, Cervera & Gosliner, 2005